# Thalassictis
Thalassictis — вимерлий рід хижих ссавців з родини гієнових, які жили в Азії протягом середнього та пізнього міоцену та в Європі й Північній Африці під час пізнього міоцену.

## Опис
Вага Thalassictis мала бути від 20 до 30 кілограмів. У порівнянні з попередніми гієнами міоцену (такими як Protictitherium), Thalassictis був більшим і мав набір зубів, більш подібний до псових, із погано розвиненими задніми молярами. Статура була стрункою, але відносно компактною, і не мала пониклого вигляду, типового для сучасних гієн.